# Chaetodon bennetti
Chaetodon bennetti е вид бодлоперка от семейство Chaetodontidae.

## Разпространение и местообитание
Този вид е разпространен в Австралия (Лорд Хау), Американска Самоа, Британска индоокеанска територия, Вануату, Гуам, Индия, Индонезия, Кения, Кирибати (Феникс), Китай, Кокосови острови, Коморски острови, Мадагаскар, Майот, Малайзия, Малдиви, Малки далечни острови на САЩ (Лайн), Маршалови острови, Микронезия, Мозамбик, Науру, Ниуе, Нова Каледония, Острови Кук, Палау, Папуа Нова Гвинея, Питкерн, Провинции в КНР, Самоа, Северни Мариански острови, Сейшели, Соломонови острови, Сомалия, Тайван, Танзания, Токелау, Тонга, Тувалу, Уолис и Футуна, Фиджи, Филипини, Френска Полинезия, Френски южни и антарктически територии (Нормандски острови), Шри Ланка, Южна Африка и Япония.
Обитава крайбрежията на океани, морета, лагуни и рифове в райони с тропически климат. Среща се на дълбочина от 1 до 30 m, при температура на водата от 25,7 до 29 °C и соленост 34,1 – 35,3 ‰.

## Описание
На дължина достигат до 20 cm.
Популацията на вида е стабилна.